# Dyna Blaster
Dyna Blaster (ボンバーマン: ボンバーマン) is een computerspel uit de Bomberman-reeks, dat werd ontwikkeld en uitgeven door Hudson Soft. Het spel kwam in 1991 uit voor verschillende homecomputers. De speler speelt Bomberman. Zijn geliefde is meegenomen door de black spaceman naar zijn kasteel. Het doel van het spel is zijn geliefde terug te halen. Hij moet zich door middel van explosies een weg banen door verschillende levels naar het kasteel. Hij heeft alleen bommen ter beschikking om vijanden te vernietigen. Bij hogere levels kan de explosiekracht van de bommen verhoogd worden. Als de speler een level verliest begint de explosiekracht ook weer bij het minimum. Het speelveld wordt van bovenaf weergeven. Elke stage bestaat uit negen levels.

## Platforms
| Jaar | Platform                    |
| ---- | --------------------------- |
| 1990 | TurboGrafx-16               |
| 1991 | Amiga, Arcade, Sharp X68000 |
| 1992 | Atari ST, DOS               |

## Ontvangst
| Beoordeeld door                | Platform      | Datum           | Score |
| ------------------------------ | ------------- | --------------- | ----- |
| Pixel-Heroes.de                | DOS           | juli 2006       | 100%  |
| Pixel-Heroes.de                | Atari ST      | juli 2006       | 100%  |
| Pixel-Heroes.de                | Amiga         | juli 2006       | 100%  |
| Computer and Video Games (CVG) | Amiga         | maart 1992      | 93%   |
| Power Play                     | DOS           | november 1992   | 85%   |
| 1UP!                           | TurboGrafx-16 | 1 augustus 2008 | 85%   |
| The DOS Spirit                 | DOS           | 6 februari 2009 | 83%   |
| Video Game Den                 | TurboGrafx-16 | 1 augustus 2012 | 80%   |
| Tilt                           | Amiga         | april 1992      | 80%   |
| Mega Fun                       | TurboGrafx-16 | september 1994  | 78%   |